# Campora San Giovanni
Campora San Giovanni is een plaats (frazione) in de Italiaanse gemeente Amantea. De plaats ligt in de provincie Cosenza, nabij de grens met Catanzaro. In het plaatselijke dialect, dat gerekend wordt tot de Calabrische dialecten, wordt het dorp Campura San Giuvanni genoemd.

## Geografie
Campora San Giovanni bevindt zich nabij de Tyrreense kust en heeft zich sinds de jaren '50 ontwikkeld op een aan het strand grenzend vlak terrein. De plaats wordt omgeven door een heuvel waarop wijn en olijfolie wordt verbouwd. Deze heuvel geeft een weids uitzicht over het omringende gebied, met onder andere in het zuiden de Golf van Lamezia Terme. Aan de horizon doemt in het zeewater het vulkanisch eiland Stromboli op. Vanuit de haven van Campora San Giovanni zijn de Eolische Eilanden in korte tijd te bereiken.

### Wijken
De frazione Campora San Giovanni wordt opgedeeld in de volgende wijken:
| - Augurato - Carratelli - Cologni - Cozza - Cuccuvaglia - Fravitte - Gallo (zuidelijke deel) - Imbelli - Marano | - Marinella - Mirabelli - Oliva - Piana Cavallo - Piana Mauri - Principessa - Ribes - Rubano - Villanova |

## Geschiedenis
Tot 1876 was de kern van het huidige Campora San Giovanni verdeeld tussen de huidige gemeenten Amantea, Aiello Calabro en Nocera Terinese. Vanaf 1877 trokken de eerste mensen naar hier vanuit de omliggende plaatsen, zoals Cleto, Nocera Terinese, Aiello Calabro, Belmonte Calabro, Lago en Longobardi. Een deel van de nieuwe bewoners waren echter afkomstig uit Beieren en het keizerrijk Oostenrijk-Hongarije, waaronder een aantal koopmannen en in ongenade geraakte edelen. Onder hen bevond zich onder anderen Johann-Paschalis von Tief (die in 1880 zijn naam italianiseerde naar Pasquale Chieffa Sr.), een edelman van Tiroolse origine, die probeerde het verloren fortuin van zijn voorouders terug te winnen. Werkend in de wijngaarden van de zone Savuto, slaagde men erin fortuin te maken en werd de eerste kern van Campora San Giovanni gesticht, mede door de hulp van de twee grootgrondbezitters in die tijd, de markiezen Cavallo en Mauri.
In de daaropvolgende twintig jaar kwam een tweede immigratiegolf vanuit de bergen op gang. In 1898 ging het gehele grondgebied van de huidige frazione Campora San Giovanni van de naburige gemeenten over naar de gemeente Amantea, voor zover deze de grond nog niet in bezit had. De bevolking nam actief deel aan de Eerste Wereldoorlog. Gedurende de tijd van het fascisme volgden nieuwe gebiedsuitbreidingen.
Bij het uitbreken van de Tweede Wereldoorlog verlieten vele inwoners de plaats opnieuw om het vaderland te dienen. In 1943 werd Campora San Giovanni gebombardeerd door de Geallieerden. Toen de nazi's zich vervolgens terugtrokken, doodden zij vijftig Camporese burgers om te laten zien welk lot voor verraders was weggelegd.
Zoals in geheel Italië emigreerden vele inwoners van Campora San Giovanni tussen de jaren 50 en de jaren 80 naar een verscheidenheid van oorden, van Noord-Italië tot aan Nieuw-Zeeland. Geschat wordt dat in minder dan dertig jaar 7.000 Camporese burgers hun heil elders zochten.
In de jaren 80 was er gedurende een vijftiental jaren sprake van een economische vooruitgang in Campora San Giovanni, door een opbloei in de toeristische scheepsbouw en landbouw. De val van de Berlijnse Muur leidde tot een derde immigratiegolf van Oost-Europeanen, waardoor vele goedkope arbeidskrachten in de landbouw en de bouwsector beschikbaar kwamen. Inmiddels heeft Campora San Giovanni bovendien kleine Chinese, Arabische en Indische minderheden.

## Economie
De belangrijkste bronnen van inkomsten zijn de landbouw en het toerisme. Sinds de jaren 50 is Campora San Giovanni een van de grote exporteurs van rode uien, een product dat sindsdien voor een grote impuls van de lokale economie heeft gezorgd. Het gebied heeft een gunstige geografische ligging met diverse transportroutes, over het spoor, via de weg SS 18, via de A3 en de nabijgelegen internationale Luchthaven Lamezia Terme.